# USS Mayrant (DD-402)
«Мейрант» (англ. USS Mayrant (DD-402) — військовий корабель, ескадрений міноносець типу «Бенгам» військово-морських сил США за часів Другої світової війни.
«Мейрант» був закладений 15 квітня 1937 року на верфі Boston Navy Yard у Бостоні, де 14 травня 1938 року корабель був спущений на воду. 13 вересня 1939 року він увійшов до складу ВМС США.

## Історія

### Довоєнна служба
Після введення до складу сил американського флоту есмінець «Мейрант» пройшов інтенсивні ходові випробування. Літом 1940 року та в серпні 1941 року супроводжував важкий крейсер «Огаста» з президентом США Ф.Рузвельтом на борту, коли він прямував до Ньюфаундленду на конференцію з В.Черчиллем. Після завершення вийшов у супровід британського лінкора «Принц Уельський» з британським прем'єр-міністром В.Черчиллем до берегів Англії.

### 1942
У травні 1942 року американський есмінець «Мейрант» входив до сил ескорту великого конвою PQ 16, який супроводжував 35 транспортних суден (21 американське, 4 радянські, 8 британських, 1 голландське та одне під панамським прапором) до Мурманська від берегів Ісландії зі стратегічними вантажами і військовою технікою з США, Канади і Великої Британії. Їх супроводжували 17 ескортних кораблів союзників, до острова Ведмежий конвой прикривала ескадра з 4 крейсерів і 3 есмінців.
Попри атакам німецького підводного човна U-703, повітряним нападам бомбардувальників He 111 та Ju 88 бомбардувальних ескадр I./KG 26 і KG 30 конвой, втратив сім суден і ще одне повернуло назад на початку походу, дістався свого місця призначення.
30 червня 1942 року вийшов з есмінцями на прикриття арктичного конвою PQ 17 у ролі далекого крейсерського ескорту авіаносця «Вікторіос», лінкорів «Дюк оф Йорк» і «Вашингтон», важких крейсерів «Камберленд» та «Найджеріа». 3 липня крейсери приєдналися до конвою, але вже наступного дня кораблі Л.Гамільтона залишили конвой і незабаром повернулися на базу.
У листопаді 1942 року ескадрений міноносець «Мейрант» включений до складу сил союзного флоту, що діяли за планом операції «Смолоскип» з висадки морського десанту на узбережжя Французької Північної Африки. Опівночі 8 листопада 1942 року кораблі Центральної десантної групи підійшли до берега на відстань 8 миль від Федали. О 6:00 ранку десантно-висадочні засоби з десантом на борту вирушили в напрямку берега. Незабаром до узбережжя на відстань відкриття артилерійського вогню наблизилися лінкор «Массачусетс», важкі крейсери «Вічита» і «Тускалуза», есмінці «Мейрант», «Райнд», «Вейнрайт» та «Джеркінс», які почали гатити по позиціях французів. У свою чергу флот Віші відкрив вогонь з берегових батарей та лінкора «Жан Бар». Але вже на сьомому пострілі французький лінкор був уражений американськими артилеристами 410-мм снарядом; влучний постріл заклинив башту й корабель замовчав.
До 20 листопада американський есмінець діяв поблизу Африки, забезпечуючи прикриття з моря дій наземних сил на напрямку Федала-Касабланка. Після цього повернувся до США, до Гемптон-Роудс.

### 1943
З нового 1943 року корабель діяв у супроводженні конвоїв до Північної Африки. 12 березня вийшов з есмінцями «Рован», «Вейнрайт», «Чамплін», «Тріпп», «Райнд» і «Хоббі» на супровід конвою UGS 6. У результаті нападу німецьких «вовчих зграй» на транспортний конвой з 45 суден чотири суховантажні судна були потоплені, ще одне дістало пошкоджень. Разом з цим, американський есмінець «Чамплін» спромігся потопити німецький підводний човен U-130 оберлейтенанта-цур-зее З.Келлера.

### Післявоєнний час
Після припинення воєнних дій на Тихому океані, брав участь у прийомі капітуляції японського гарнізону на віддаленому острові Маркус, що сталося 31 серпня 1945 року.
У травні 1946 року включений до складу Об'єднаної оперативної групи № 1, яка готувалася до проведення операції «Кросроудс», серії тестових ядерних вибухів на атолі Бікіні. 31 травня 1946 року прибув до Бікіні, де зазнав впливу ядерних випробувань, зокрема дістав потужний рівень радіоактивного забруднення, тому 4 квітня 1948 року затоплений у бухті атолу.